# Master of Orion
Master of Orion (скор. MoO) — Гра в жанрі покрокова стратегія, розроблена Стівеном Барсі та видана в 1993 році компанією Microprose для платформи MS-DOS. З 2013 року права належать компанії Wargaming.
Ціль гри — захопити галактику знищивши всіх ворогів, або перемогти у міжгалактичних виборах.

## Раси
В грі присутні 10 рас
Люди — харизматичні, хороші торговці та дипломати
Мршани — збільшена атака
Силікоїди — можуть колонізувати будь-яку планету
Сакра — збільшена швидкість росту населення
Псилони — швидші досліди
Алкарі — покращений захист
Клакони — збільшена промисловість
Булраті — збільшена сила піхоти
Меклари — Покращена роботизація фабрик, що означає 2 фабрики на одиницю населення.
Дарлоки — покращений шпіонаж

## Ігровий процес
Можна вибрати одну з 4 розмірів галактики, 5 рівнів складності та від 1 до 5 супротивників.
В грі є 6 видів зірок: жовті, голубі, червоні, зелені, білі, нейтронні (рожеві). Колір зірки показує яка планета скоріше за все чекає колонізатора

### Економіка
Виробництво кожної планети поділяється на 5 направлень
Флот — чим вище, тим швидше зробиться корабель;
Оборонна промисловість — швидше побудування ракет;
Промисловість — швидкість створення фабрик;
Екологія — якщо виділено недостатньо, планета занепадає та стає непридатною для життя, якщо достатньо, то все незмінно, якщо більше, відбувається приріст населення;
Наука — швидші досліди.
Якщо натиснути на назву повзунка, він заблокується/розблокується.

### Наука
В грі доступні 6 направлень дослідів. Жодна раса не може дослідити всі, адже вони випадковим чином даються на початку гри (але у псилонів найбільше). Але їх можна купити чи вкрасти в іншої раси. Дослідження можуть виконуватися не по черзі, тобто ви можете отримати дослідження 6 рівня і вже після цього 3 рівня. Після останнього дослідження ми можемо робити «Загальні покращення цього направлення».
Комп'ютери — збільшення дальності виявлення ворожих кораблів, збільшення влучності зброї, захисту від ракет та кількості фабрик;
Інженерія — зменшення шкоди фабрик на екологію, більш міцна броня, та системи саморемонту;
Силові поля — зменшення шкоди від бомбардування планети, поглинання шкоди кораблями, відштовхування ворожих кораблів, маскування (до атаки збільшення захисту від ракет та лазерів), замороження ворожих кораблів (корабель не може бути атакованим чи атакувати) та інші технології атаки та захисту;
Планетологія — Покращення екології, збільшення кількості населення, біологічна зброя та захист від неї, а також ширші можливості колонізації (кислотні, безплідні та інші планети), Двигуни — збільшення дальності та швидкості польоту, маневровності в битвах, можливості телепортування в бою та між зірками нашої раси, та деякі покращення атаки;
Зброя — в грі присутні: лазери, енергетичні гармати, бомби, ракети, торпеди.
Всі дослідження окрім двигунів покращать ефективність десанту.

### Флот
Можливо мати не більше 6 проєктів кораблів, при заміні проєкту всі минулі кораблі цього проєкту знищуються. При досліджених нових технологій краще якомога швидше поновити кораблі, адже якщо корабель відстає на 10 чи більше рівнів від ворожих технологій, він стає повністю без корисним. Гравець має сам обирати який комп'ютер, двигун, броню, зброю та її кількість та модуль встановити 
Переміщення можливе між будь-якою зіркою, єдиним обмеженням є віддаленість зірки від найближчої колонії.

#### Битва
Битва починається щойно кораблі двох імперій потрапляють на одну орбіту й між ними немає пакту про мир, при цьому необов'язково бути у стані війни. Якщо корабель знаходиться на орбіті планети іншої імперії до бою також під'єднуються наземні ракети, також ми можемо почати бомбити її знищуючи заводи та населення. Для захоплення планети потрібно відправити на неї десант.

### Оріон
Колись існувала стародавня цивілізація Оріонців, з невідомої причини вони зникли залишивши за собою Охоронця, цивілізації та надсильні технології.
При знищенні Охоронця та колонізації Оріону цивілізація отримує надпотужні технології та любов інших цивілізацій (вони з більшою ймовірністю проголосують на виборах та приймуть дипломатичні прохання).

### Випадкові події
Поділяються на хороші та погані
Погані: пониження планети по рівню копалин, поява у світі амеби, пірати (знижують торгові доходи), вірус/радіація (вбиває населення до винайдення протиотрути), комета (може бути знищена флотом), землетрус (вбиває населення та руйнує фабрики).
Хороші: підвищення планети по рівню копалин, пожертвування гравцю грошей.

### Взаємодії з іншими расами

#### Дипломатія
Як тільки ми зв'язалися з іншою расою з'являється можливість почати налагоджувати стосунки, з них ми можемо: укласти договір про торгівлю, сформувати альянс, підписати пакт про ненапад, пакт про перемир'я, попрохати оголосити війну іншій расі, та навіть попрохати вийти з альянсу з іншою расою. Окрім цього ми можемо розірвати ці пакти (погіршить відносини), пригрозити оголосити війну. Ми маємо обмежений час на аудієнцію, після якого якийсь час ми не зможемо аудіювати з цією расою.
Також є можливість підносити дари іншим расам, це не тільки покращує відносини, а й при особливо цінних подарунках суттєво збільшить шанс укладення договору

#### Шпигунство
Для підготовки шпигунів витрачаються ресурси планет, 10 % на максимальному показнику.
Сховати — шпигуни не будуть робити нічого
Саботаж — знищення заводів, ракет чи підняття повстання в колонії, якщо пощастить є можливість підняти повстання по всій імперії (імперія втрачає 50 % своїх планет)
Шпигунство — викрадення технології, ми самі можемо вибрати яке направлення треба вкрасти (двигуни, зброя тощо)
СІБ — служба імперської безпеки, збільшує ймовірність зловити ворожих шпигунів. Витрачає 20 % ресурсів планет та дає 40 % захист на максимальному показнику,

#### Міжгалактичні вибори
Для перемоги потрібно стати однією з двох найрозвиненіших рас та набрати 2/3 голосів. Після поразки на виборах між гравцем встає вибір: підкорятися режиму, чи ні. При підкоренні, гра завершиться. Якщо піти проти, розпочнеться війна з усіма без можливості мирного урегулювання конфлікту.

## В культурі
Письменник Лук'яненко Сергій Васильович використовував описи та назви рас у деяких своїх книгах. Розробники гри Stellaris брали деякі моменти гри з цієї гри.

## Оцінки
Computer Gaming World поставили грі оцінку 4.5 з 5.